# نیروگاه سیکل ترکیبی کهنوج
نیروگاه سیکل ترکیبی کهنوج (استان کرمان، کیلومتر ۱۵ جاده کهنوج - جیرفت، شروع ساخت ۱۵ فروردین ۱۳۹۲)، یکی از نیروگاه‌های ایران از نوع سیکل ترکیبی با ظرفیت تولید ۹۶۸ مگاوات است که شامل ۲ مجموعهٔ نیروگاهی به نام‌های نیروگاه سیکل ترکیبی کهنوج ۱ و نیروگاه سیکل ترکیبی کهنوج ۲ است که ظرفیت هر یک از نیروگاه‌ها ۴۸۴ مگاوات است.
هر نیروگاه شامل ۲ واحد گازی ۱۶۲ مگاواتی مدل V94.2 و ۱ واحد بخار ۱۶۰ مگاواتی مدل E30-16-1x6.3 در قالب طرح B.O.O (ساخت، بهره‌برداری، مالکیت) است. این نیروگاه در حال ساخت است و هنوز به بهره‌برداری نرسیده‌است.
سوخت اصلی این نیروگاه گاز طبیعی و سوخت پشتیبان آن نفت گاز (گازوئیل) است. پست برق نیروگاه از نوع ۱٫۵ کلیدی و شامل پست ۲۳۰ و ۴۰۰ کیلوولت است.
در ساخت این نیروگاه، کارفرما شرکت تولید برق ماهتاب کهنوج، مشاور شرکت مهندسی والا انرژی و پیمانکار شرکت‌های توسعه یک و توسعه دو مپنا هستند
واحد گازی این نیروگاه در ۲۵آبان ۱۳۹۵به صورت رسمی به بهره‌برداری رسید و پیش‌بینی می‌شود واحد بخار آن تا پایان سال ۱۳۹۵ به بهره‌برداری برسد.

## روزشمار ساخت و هزینه نیروگاه
ساخت نیروگاه شامل دو فازِ ۴۸۴ مگاواتی است.
قرارداد ساخت نیروگاه کهنوج، شهریور ۱۳۸۷ بین شرکت برق مهتاب کهنوج به عنوان کارفرما و گروه مپنا به امضا رسید و عملیات ساخت آن بعد از تحویل زمین، از ۱۵ فروردین ۱۳۹۲ شروع شد. مراحل اجرایی ساخت فاز اول نیروگاه از اواخر سال ۱۳۹۲ شروع شد. فاز اول نیروگاه در ۳ مرحله وارد مدار می‌شود. مرحلهٔ اول مهر ۱۳۹۳، مرحله دوم سه ماه بعد و مرحله سوم فاز اول، شهریور ۱۳۹۳ به اتمام می‌رسد که مطابق برنامه زمان‌بندی، واحدهای گازی فاز اول نیمه اول سال ۱۳۹۳ و واحد بخار در اوایل سال ۱۳۹۴ به بهره‌برداری خواهد رسید.
طبق قرارداد، قرار است کلیه واحدهای نیروگاه سیکل ترکیبی کهنوج تا ۱۵ دی ۱۳۹۵ به صورت کامل به کارفرما تحویل دائم شود.
برای ساخت این نیروگاه ۲۵۹ میلیون یورو سرمایه‌گذاری شده که ۸۵ درصد آن توسط بانک صنعت و معدن و ۱۵ درصد آن توسط سرمایه‌گذار تأمین شده‌است.